# Vrtača
Vrtače so kraške globeli ali kotanje, pri katerih je globina manjša od premera. Velikost je zelo različna: med vrtače prištevamo že prav majhne vdolbine, a poznamo tudi preko sto metrov široke primere. 
Po obliki ločimo lijakaste, skledaste in kotlaste vrtače. Za vrtače je značilno zelo rodovitno dno, kjer se je s časom nabrala plast humusa in apnenčevih ostankov. Razen rodovitnega dna nudi vrtača tudi zavetje pred burjo, zato je po navadi skrbno iztrebljena in obdelana. Sicer so za obdelovanje primernejše skledaste oblike, posebno za vinograde, a za vrtove pridejo v poštev tudi majhne lijakaste vrtače, v katere kmetje nanosijo dodatnega humusa in zemlje. S tem ne samo povišajo rodovitno plast, ampak jo tudi povečajo v obsegu.
Nekatere kotlasto zaprte vrtače skrivajo v stranskih stenah vhode v jame in brezna. Pri lijastih vrtačah je lahko jama in vhod vanjo natančno na samem dnu, kar pomeni, da je na tem mestu nekdaj prišlo do udora in se sedaj s časom udorina zapira ter ustvarja nov strop spodaj obstoječi jami. Lahko se pa udorina zapira enostavno zato, ker so odkruški popolnoma zapolnili votlino in torej jame ni več, čeprav voda pronica v tla in izginja nekam pod površino.
Kadar je kotanja sestavljena iz več vrtač, ki so se s časom združile, jo imenujemo uvala.
Vsaka vrtača je življenjski prostor zase. V njej potekajo drobni endemični klimatski procesi, ki pospešujejo svojstven razvoj rastlinstva in kmetijstva, kar ima seveda določen vpliv na samo človekovo življenje v teh krajih. Značilnost vrtač je toplotni obrat, kar pomeni, da so na dnu hladnejše, zato se da ponekod opaziti, da proti dnu rastejo iglavci, medtem ko so na površju zastopani le listavci. Na pravem krasu je sicer ta pojav skromnejši zaradi burje, ki hladi površje in ne sega v dno kotanje, a kraški kmetje ga dobro poznajo in izrabljajo. V posebnih razmerah, na primer v globljih in osojnih vrtačah, se ustvarijo mrazišča, ki jim v Brkinih pravijo ledenice. V teh vrtačah in jamah ostane skozi vse leto plast globokega ledu. Kako globoko zamrznjena je ta voda, nam priča podatek, da so še v prvih desetletjih dvajsetega stoletja brkinski kmetje vozili z živalskimi vpregami led v Trst, kjer so ga prodajali gostilnam in premožnejšim prebivalcem.